# Карл Хаффнер
Карл Хаффнер (настоящее имя Карл Бессер) (8 ноября 1804 года, Кёнигсберг, Пруссия — 29 февраля 1876 года Вена, Австро-Венгрия) — немецкий драматург.

## Биография
Карл Хаффнер посещапл Collegium Fridericianum в Кёнигсберге. В возрасте 16 лет он присоединился к путешествующей труппе и в качестве путешествующего комика путешествовал по Пруссии, Саксонии, Силезии, Австрии и Венгрии. Через десять лет он стал драматургом и театральным поэтом в Театре Пешта у Федора Гримма, предварительно предприняв уже несколько попыток сочинения пьес.
В Пеште он написал трагедии «Разбойники», «Кудри обезглавленного человека», «Могильная гробница Блока», «Шварценберг и Пальфи» и «Смерть Батори», которые были встречены бурными аплодисментами публики. Известный театральный режиссер Карл Карл в Вене распознал талант Хаффнера и нанял его на девять лет театральным поэтом в Театр ан дер Вин. Хаффнер должен был взять на себя обязательство поставлять одиннадцать изделий в год и выполнить этот контракт. Позже он обратился к театру в Йозефштадте, а в последнее время редактировал сатирический еженедельник Böse Schwerten.
Первого крупного успеха Хаффнер добился с романтически-комической народной сказкой «Мраморное сердце», получившей вторую премию в 1841 году и премьерой которой состоялась 21 апреля того же года в Театре ан дер Вин. Его трехактная жанровая пьеса «Тереза Кроне», в которой он вывел на сцену круг Раймунда, сохранилась до наших дней. Помимо драм, Хаффнер написал также более 30 томов романов. Один из них, «Шольц и Нестрой» (1864—1866, 3 тома), содержит различные сведения об истории его жизни.
Вместе с Рихардом Жене написал либретто к оперетте «Летучая мышь» (музыка: Иоганн Штраус).
Критики отнеслись к Хаффнеру неутешительно и легкомысленно, хотя его пьесам нельзя отказать в юморе.
Карл Хаффнер, который не мог работать из-за болезни в последние годы своей жизни и был пенсионером из Конкордии,оставил большую семью в нужде и страданиях. Похоронен на Центральном кладбище Вены (3-4-41) в почетной могиле. В 1955 году в его честь была названа улица Хаффнергассе в Вене- Донаушадте (22-й район Вены).

## Избранные проивзедения
- Австрийский народный театр . Реклам, Лейпциг, 1845 г. Том 1/3:
- Мраморное сердце. Романтически-комедийная народная сказка с пением в трёх действиях. Музыка Адольфа Мюллера . (ЮА 1841). стр. 5-98. — онлайн ,
- Дикий охотник или: Красный домик. Эскиз персонажа с пением в трёх действиях. Музыка Майкла Хебенстрайта . (UA 1841). стр. 99-164. — онлайн ,
- Смерть и Чудо-Доктор. Смешная народная сказка с пением в трёх действиях. Музыка Майкла Хебенстрайта . (UA 1841). стр. 165—240. — Онлайн .
- Австрийский народный театр . Реклам, Лейпциг, 1846 г. Том 2/3:
- Фонтан слез. Романтико-комическая сказка с пением в двух действиях. В дополнение к сопутствующей прелюдии. Музыка Адольфа Мюллера . (UA 1842). стр. 1-68. — онлайн ,
- Венские горничные или: Бал в мастерской сапожника. Отряд с пением в двух действиях. Музыка Майкла Хебенстрайта . (UA 1840). стр. 69-132. — онлайн ,
- Палка в железе, или: Черная женщина в Венском лесу. Романтически-юморическая народная сказка с пением в четырех действиях. Музыка Адольфа Мюллера . (UA 1839). стр. 133—196. — Онлайн .
- Австрийский народный театр . Реклам, Лейпциг, 1846 г. Том 3/3:
- Питер Кранау или: Разбойник и его ребенок. Драма с песней и танцем в двух действиях. Музыка Карла Биндера . (UA 1843). стр. 1-68. — онлайн ,
- Асмод, хромающий дьявол, или: Прогулка через три столетия. Забавная коробочка с картинками, пением и танцами, состоящая из трех частей. Музыка Адольфа Мюллера . (UA 1839). стр. 69-142. — онлайн ,
- Дух времени или: Визит из прошлого. Комическая фантастическая картина с пением в трёх действиях. Музыка Адольфа Мюллера . (UA 1841). стр. 143—224. — Онлайн .
- -, Адольф Мюллер (музыка): Reserl am Krippenstein. Posse с пением в трёх частях выступил на сцене kk priv в Вене . Рукопись, Вена, 1850 г. — Интернет .
- -, Адольф Мюллер (музыка): Венцль Шольц. Зарисовки из жизни художника с пением в трёх действиях . Лето, Вена 1859 г. — Интернет.
- —, Адольф Мюллер (музыка): Студенты Руммельштадта. Жанровая картина с песней и танцем в трёх действиях . Рукопись, Вена, 1861 г. — Интернет.
- — Йозеф Пфундхеллер , Иоганн Баптист Клерр (музыка): Два ночных сторожа или ведьмак в карнавальную ночь. Отряд с пением и танцами в трёх действиях по повести Х(ейнриха) Чокке . Валлисхауссер, Вена, 1862 г. — Интернет.
- -, Йозеф Пфундхеллер, Антон Мария Шторх (музыка): Северин фон Ярошинский или Синий мундир из Траттнерхофа. Жанровая картина с песней и танцем в четырех частях выступает второстепенным произведением к Терезе Кронес . Валлисхауссер, Вена, 1862 г. — Интернет .
- -, Адольф Мюллер (музыка): Тереза Кронес. Жанровая картина с песней и танцем в трёх действиях . Рукопись, Вена, 1862 г. — Интернет .
- -, Юлиус Хопп (музыка): Длинный нос. Отряд с пением в одном действии. либретто . Рукопись, Вена, 1863 г. — Интернет .
- -, Адольф Мюллер (музыка): Звездная дева. Романтически-юморическая сказка с пением и танцами в трех частях . Рукопись, Вена, 1863 г. — Интернет .
- Луи-Наполеон и дочь священника. Оригинальный роман . Альберт Ласт, Вена, 1866 г. — Том 1/3 онлайн ; Том 2/3 онлайн ; Том 3/3 онлайн .
- Шольц и Нестрой. Роман из жизни художника . Герман Маркграф, Вена, 1866 г. — Том 1/3 онлайн ; Том 2/3 онлайн ; Том 3/3 онлайн .
- Сердце художника (Генриетта Зонтаг в роли благотворителя) . В: Беседка . Выпуск 51, 1866 г., с. 808 (полный текст [ Викиисточник ]).
- Монахиня и любовница. Роман из венской жизни. Альберт Ласт, Вена, 1867 г. — Том 1/3 онлайн ; Том 2/3 онлайн ; Том 3/3 онлайн .
- Красивые женщины Вены. Юмористический роман из венской народной жизни . Альберт Ласт, Вена, 1867 г. — Том 1/2 онлайн ; Том 2/2 онлайн .
- Девичья кровь. Оригинальный роман . Эдвин Мюллер, Вена, 1869 г. — Том 1/3 онлайн ; Том 2/3 онлайн ; Том 3/3 онлайн.
- Что горничные говорят друг другу. роман . Эдвин Мюллер, Вена, 1870 г. — Том 1/3 онлайн ; Том 2/3 онлайн ; Том 3/3 онлайн.
- Сон, который был продан. Романтически-комическая сказка с песней и плясками в трёх действиях по одноименной поэме М. Г. Сапфира . В КК пр. Выступал с большим успехом в театрах дер Вены и дер Йозефштадта . Реклам, Лейпциг, 1870 г. — Интернет.
- Дети Нойдорфа. роман. Й. Нейдль, Вена, 1871 г. — Интернет.
- Человек без сердца. роман . Й. Нейдль, Вена, 1871 г. — Интернет.
- Иоганн Штраус, —, Рихард Жене: Арии и песни из: «Летучая мышь», комическая оперетта в трёх действиях по мотивам (Анри) Мейяка и (Людовика) Галеви . Леви, Вена, ок. 1874 г. — Интернет .
- Известные и неизвестные величины. Очерки и новеллы из мира искусства и театра Карла Хаффнера. Вена: Самостоятельно опубликовано вдовой автора, г-жой Элизой Хаффнер: По поручению Х. Энгеля, 1884 г.books.google .